# Cyrenajka

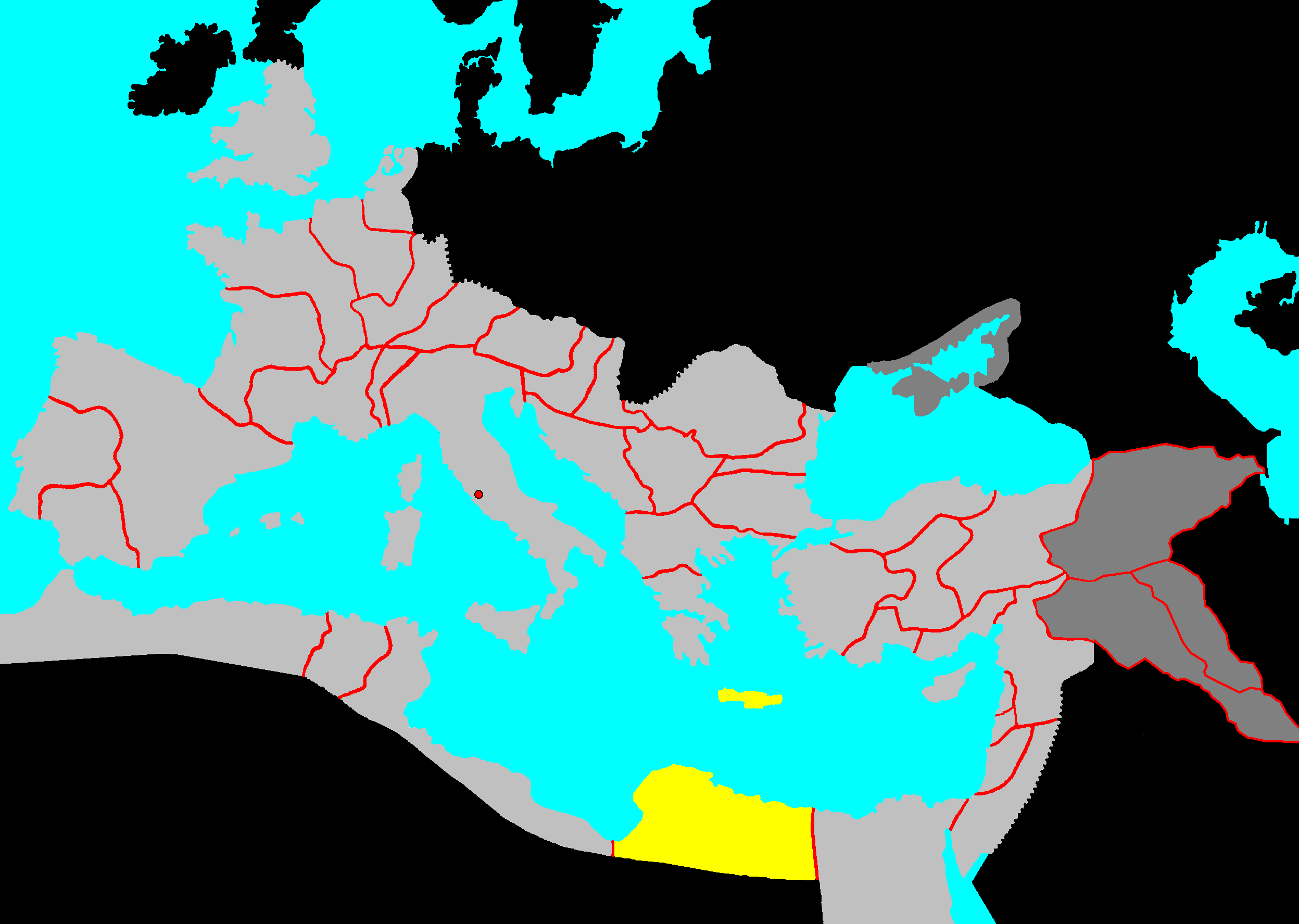
Rzymska prowincja Creta et Cyrene do 297 r. n.e.

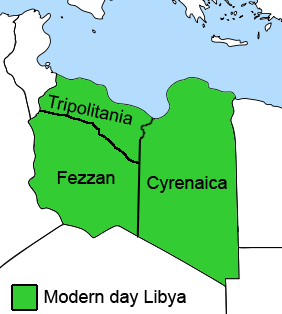
Tureckie prowincje w składzie Libii

Cyrenajka (Barka, Barqah) – kraina historyczna w północno-wschodniej Libii na wybrzeżu Morza Śródziemnego. Jej nazwa pochodziła od założonego przez Greków w 631 roku p.n.e. miasta Cyrena (gr. Kyrēnē), które do III w. n.e. było stolicą prowincji. Później jej najważniejszym miastem i portem, a jednocześnie stolicą było Bengazi. Synonimem nazwy Cyrenajka było określenie Pentapolis – od pięciu najważniejszych miast regionu: Cyreny (obecnie obok współczesnej wsi Shahat) z portem Apollonia (obecnie Marsa Susa), Teucheira (obecnie Tocra), Euesperides lub Bernice (obecnie obok Bengazi), Balagrae (obecnie Al-Bajda), Ptolemaida (obecnie Tolmeita) i Barce (obecnie Al-Mardż).
W VII–VI w. p.n.e. skolonizowana przez Greków, w okresie 320–96 p.n.e. pod władzą Egiptu, następnie Rzymu (w skład prowincji wchodziła również Kreta, na której znajdowała się stolica prowincji Gortyna). W roku 395 n.e. prowincja z wyspą Kretą znalazła się w granicach Cesarstwa Wschodniorzymskiego.
W 644 r. została opanowana przez Arabów, którymi dowodził Umar ibn al-Chattab. Od 1517 w granicach Turcji, do czasu opanowania tego obszaru przez Włochów w 1911 roku podczas wojny włosko-tureckiej. Od 1912 kolonia Królestwa Włoskiego, następnie (od 1934) wchodząca w skład włoskiej Libii. Od 1942 była pod okupacją brytyjską, później niepodległym emiratem (władcą był Idris I, przywódca bractwa sanusijja), zaś od 1951 jest częścią Libii.
6 marca 2012 miejscowi szejkowie oraz dowódcy lokalnych milicji ogłosili „częściową autonomię” Cyrenajki. 3 listopada 2013 Cyrenajka ogłosiła powołanie autonomicznego rządu regionalnego z siedzibą w Adżdabiji.